# Buel del Lovo
Buel del Lovo est une île de la lagune de Venise située au fond du canal de Mazzorbo. Son nom (en italien Budello del lupo) fait très certainement référence au passage tortueux qu'il faut emprunter pour l'atteindre. L'île s'étend sur 0,7 hectare soit moins de 0,01 km².
Depuis longtemps siège de postes militaires, apparut sur l'île, dès le XVIIIe siècle, un véritable fort qui fut actif jusqu'à la Première Guerre mondiale. Les bâtiments du complexe furent adaptés dans les années 1960 afin d'accueillir un établissement pour la conservation et la mise en boîte du poisson. L'île, coupée à l'extérieur par les grandes voies de relai maritime, fut abandonnée quelques années plus tard et les bâtiments sont aujourd'hui adaptés à l'usage résidentiel depuis la vente de l'île en 1990.

## Sources
- (it) Cet article est partiellement ou en totalité issu de l’article de Wikipédia en italien intitulé « Buel del Lovo » (voir la liste des auteurs).